# أسكا (ويجان)
أسكا هي إحدى مشيخات المملكة المغربية، تتبع جغرافيا لإقليم تيزنيت وإداريًا لويجان. يقدر عدد سكانها بـ 3001 نسمة حسب الإحصاء الرسمي للسكان والسكنى لسنة 2004.